# نوربرت ميتز
نوربرت ميتز (بالفرنسية: Norbert Metz)‏ هو مهندس وسياسي لوكسمبورغي، ولد في 2 فبراير 1811 في لوكسمبورغ في لوكسمبورغ، وتوفي في 28 نوفمبر 1885 في لوكسمبورغ.